# Palisandro

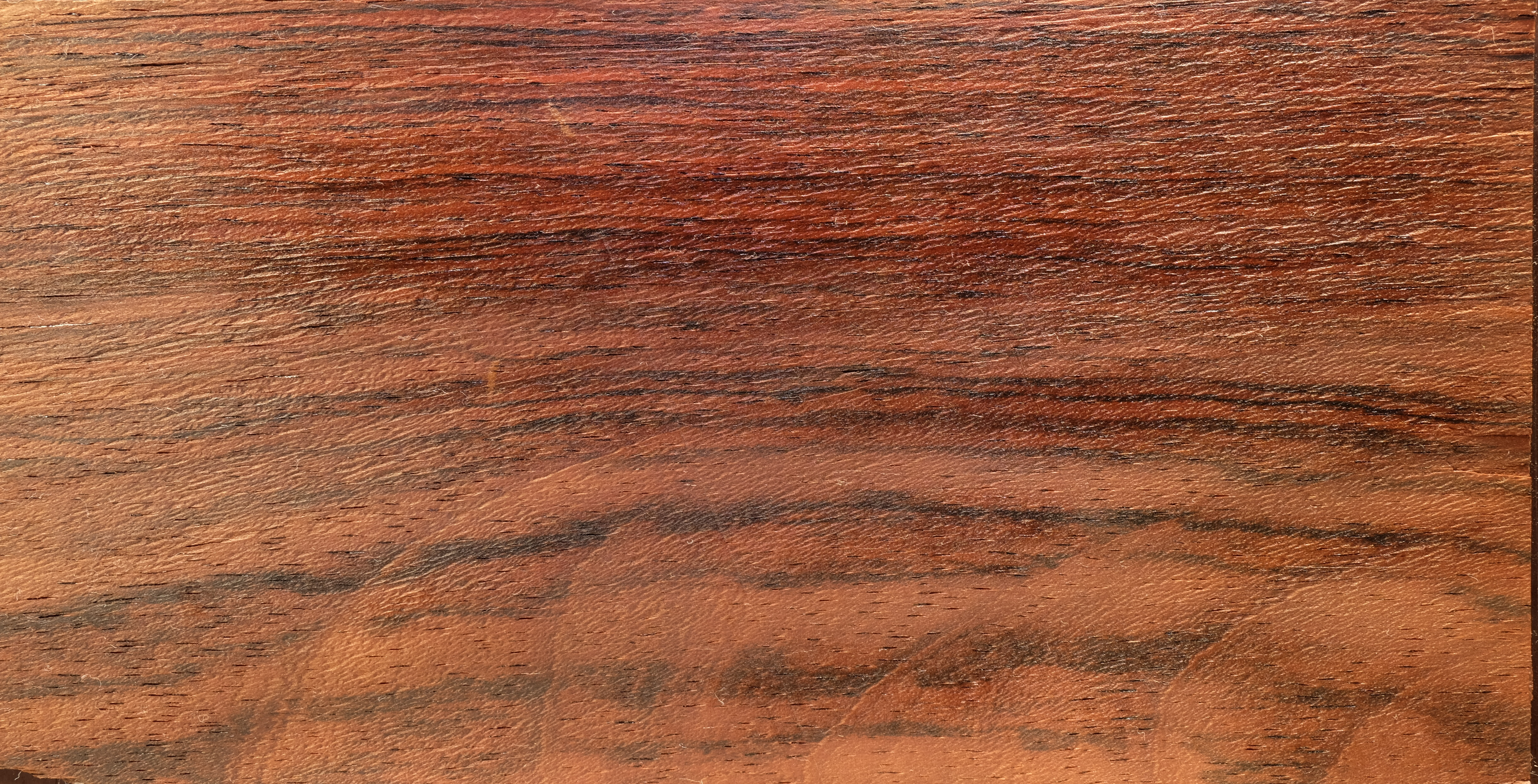
Palisandro de Río.

El nombre de palisandro incluye diferentes especies de madera, del género Dalbergia (familia Fabaceae), que crecen en los trópicos, especialmente en Brasil, India, América o Madagascar, entre las cuales la especie más buscada es Dalbergia nigra llamada en Francia, y en Brasil Jacaranda da Bahia (no relacionado con el género Jacaranda). Su densidad está entre 0,85 y 1,00, por lo que apenas flota.

## Historia
Sus grandes cualidades mecánicas, acústicas y estéticas las convirtieron en maderas muy buscadas a partir del siglo XVIII para fabricar muebles e instrumentos musicales de alta gama en particular (el fagot francés está hecho de palisandro de Río, el cuerpo, los lados y el diapasón de un gran número de guitarras, ciertos clarinetes, clavijas, cordón y botón de ciertos violines, violas, violonchelos), contrabajos, las palas de ciertos xilófonos y también las marimbas). También se encuentra a menudo quenes (flauta andina) íntegramente en palisandro, o mixtas: cuerpo de palisandro y cabeza de hueso.
Por lo general, las existencias mundiales son pobres por sobreexplotación. El palisandro está protegido en todo el mundo. En una cumbre del comercio internacional de vida salvaje en Sudáfrica, la Convención sobre el comercio internacional de especies en peligro de extinción de fauna y flora silvestres (CITES) se movió para proteger el producto salvaje más traficado del mundo poniendo las 300 especies del mástil de rosa bajo restricciones comerciales. En las reuniones de la CITAS de 2013, 2016 y 2019, se listaron especies de palisandros adicionales para su protección, provocando un auge del mercado en China.

## Descripción

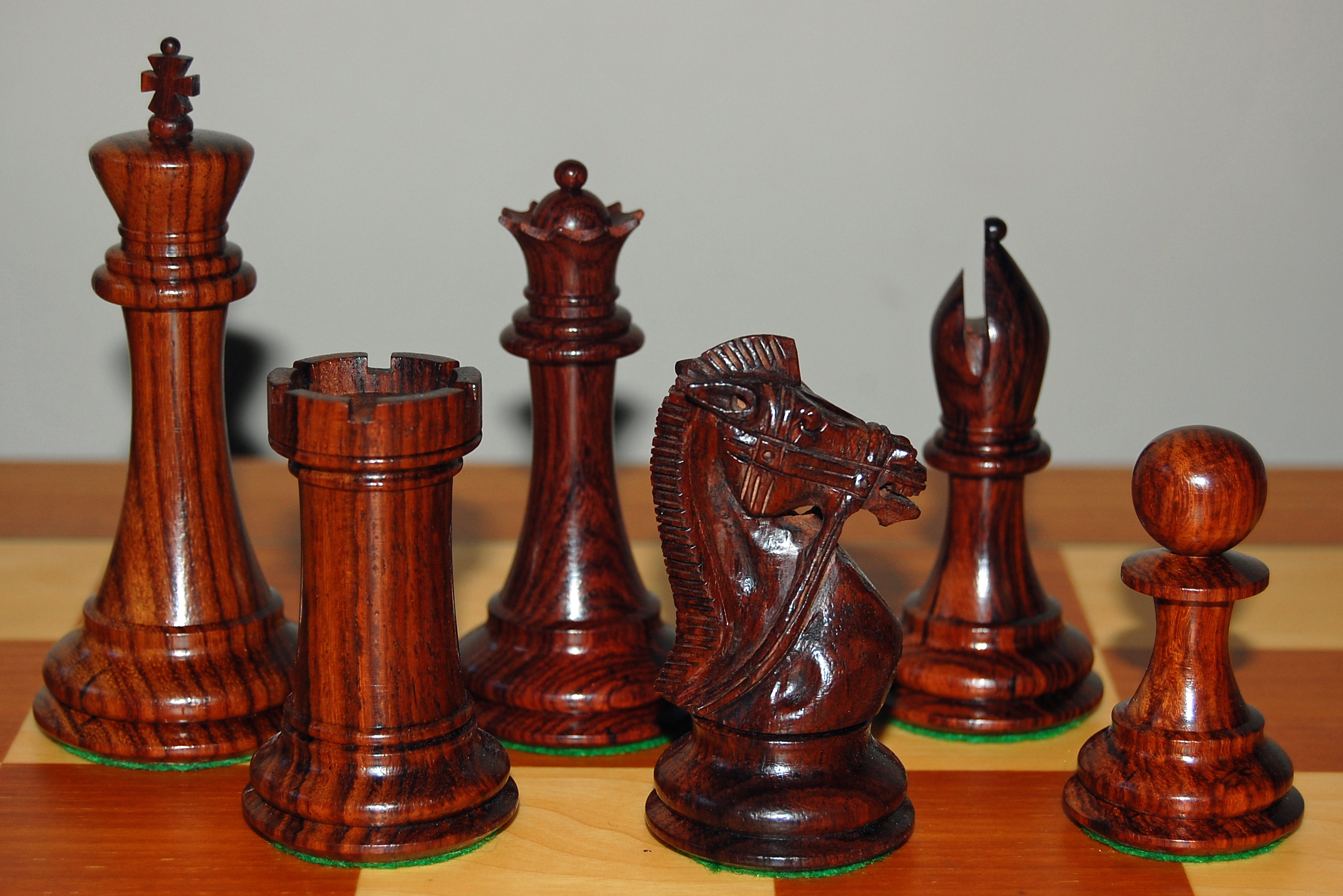
Juego de ajedrez de palisandro Dalbergia latifolia.

Los palisandros son maderas muy densas, muy duras y resistentes a la humedad y a los insectos, que pueden presentar distintos colores.
También es una madera que se utiliza a menudo para realizar esculturas ya que, a pesar de su solidez, es bastante fácil de cortar. Los juegos de ajedrez de gama alta suelen estar hechos de palisandro.
El comercio de palisandro de Río, víctima de la sobreexplotación, está totalmente prohibido para todos los ejemplares cortados después de 1992. La Dalbergia de Madagascar ha sido una especie protegida desde entonces (marzo de 2013) y está bajo embargo comercial internacional.
Debido a su aspecto semejante aunque generalmente más ligero, la especie Caesalpinia ferrea recibe el apodo de "palisandro de Santos", aunque no es del género Dalbergia.     

## Uso

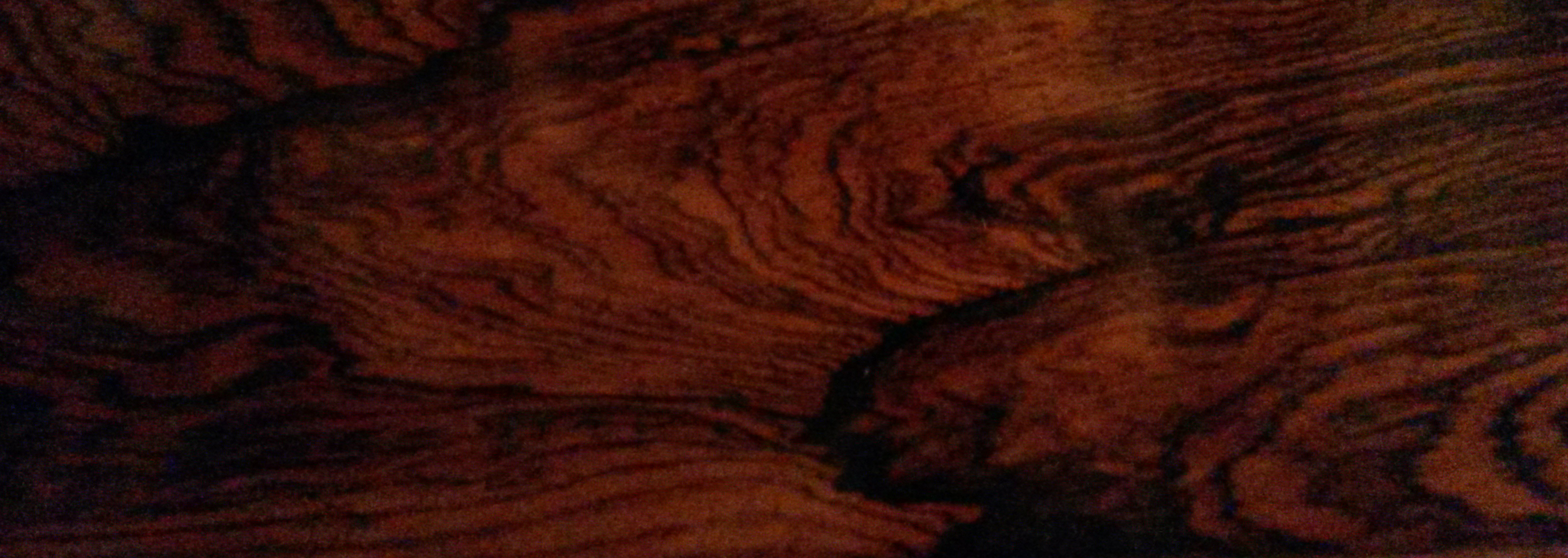
Una chapa de palisandro de Río sobre un mueble francés del siglo XVIII

Como el palisandro era muy caro, se utilizó principalmente en chapa de muebles desde el siglo XVII. en Europa occidental (aunque se encuentran muebles de madera maciza, sobre todo en muebles ingleses). El acabado es más a menudo barnizado (con un amortiguador), lo que pone de manifiesto los contrastes en la veta de estas maderas oscuras.
El diapasón de los mangos de las guitarras eléctricas y acústicas es a menudo de palisandro, mientras que muchos otros instrumentos de cuerda, como el violín, utilizan ébano para el diapasón, más duro que el palisandro, pero que requieren un cierto mantenimiento para evitar las grietas.